# Măgureni, Maramureș
Măgureni este un sat în comuna Cernești din județul Maramureș, Transilvania, România.

## Istoric
Prima atestare documentară: 1583 (Magura). 

## Etimologie
Etimologia numelui localității: din numele de grup măgureni < din top. Măgura (< subst. măgură „deal înalt și lin, rotund, izolat, de regulă, acoperit cu păduri; movilă, colină", cuvânt autohton, cf. alb. magullë „movilă") + suf. -eni. 

## Demografie
La recensământul din 2011, populația era de 244 locuitori. 